# Ordem dos Companheiros de Honra

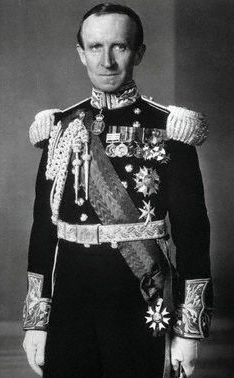
John Buchan, 1º Barão Tweedsmuir, como Governador-geral do Canadá ostentando a Ordem dos Companheiros de Honra, entre outras ordens, em seu pescoço.

A Ordem dos Companheiros de Honra (em inglês: Order of the Companions of Honour) é uma ordem honorífica britânica e da Commonwealth. Foi fundada por rei Jorge V em junho de 1917, como uma recompensa por realizações proeminentes nas artes, literatura, música, ciência, política, indústria ou religião.
A ordem consiste no Soberano, mais 65 Companheiros de Honra e não excedendo a este número, sendo uma quota de 45 membros são do Reino Unido, 7 da Austrália, 2 da Nova Zelândia e 11 de outros países. Adicionalmente, estrangeiros podem ser adicionados como "membros honorários". A Ordem não transforma em cavaleiro ou confere outro status, mas os agraciados podem usar após o nome as letras "CH".
A insígnia da Ordem consiste num medalhão oval com uma árvore de Carvalho, um protetor com a royal arms pendurado sob um lado, e na esquerda um cavaleiro em armas. Na borda azul-claro o emblema carrega o mote “IN ACTION FAITHFUL AND IN HONOUR CLEAR” ("Fiel em ação e claro em honra") em letras douradas, e o oval é sobreposto por uma coroa imperial. Os homens carregam o emblema em uma fita (vermelha com as linhas douradas na beira) em torno de suas gargantas, e as mulheres no ombro esquerdo.

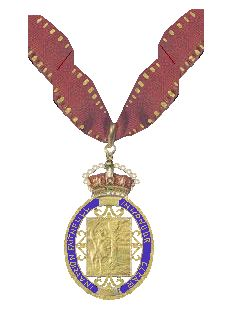
Medalha da Ordem dos Companheiros de Honra
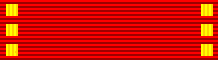
Fita da Ordem